# ヘドローバ
『ヘドローバ』（hedoroba）は、2017年12月9日に公開の日本映画。

## 概要
小林勇貴監督が、動画配信サービス「VICE PLUS」による「作家の脳みそとカメラが直結する＜ケータイで撮る＞映画プロジェクト」シリーズの第1弾作品として手がけたオリジナル映画。全編をスマートフォンで撮影している。不良だらけの団地を舞台に、おばあちゃんに率いられた不良集団のアブナイ日常と衝撃の運命を描く。陰茎などの描写があるため映倫を通さず公開。ソフト化の際には当該シーンにぼかし処理を入れている。
2017年12月9日よりアップリンク渋谷で連日満席での劇場公開。
併映は本作のメイキング作『13人の刺青男達 世紀のフル●ん大乱闘＞銭湯編』。同年12月15日からVICE PLUSで期間限定配信。

### 児童虐待疑惑
2022年4月、2017年の公開当初から公開されていたメイキング映像で、大人による少年への暴行が行われるシーンがあり、殴られる部分は演技ではなく、実際に当時中学生であった子役の少年を、元プロ格闘家の大人が本気で繰り返し顔面を殴打していると報じられた。殴られた子役の少年は泣きながら嘔吐し「とにかくヤバかったです。いろいろ」「死にそうでした」と発言していたが、小林勇貴は「恐ろしいものが撮れてしまいましたが、そうですね、でもすごい良かったです。児童虐待、撮りました」と笑顔でコメントしていた。このことに対し、ただの暴力、犯罪行為、児童虐待ではないかとの批判が殺到し、同業者である俳優の松崎悠希や桜木梨奈からも、「映画ならばと犯罪行為を許して良い訳がない」「そもそもあんなに殴られたら正常な判断なんか出来なくなる」「誰も助けてくれない中その場の空気を悪くしない為に耐えなければ続く」「この暴行を受ける他無かったのではないでしょうか？」等と糾弾する声が上がった。
これらの批判を受け、原案として参加している同年公開予定の作品『激怒』がクレジットから小林の名前を外したことが発表された。
2022年4月28日、監督の小林勇貴は、一連の児童虐待疑惑や批判に対してInstagramでコメントを発表した。
なお、子役を殴打した一ノ瀬ワタルは謝罪やコメントを出していない。

## あらすじ
郊外にある荒涼とした団地。そこは不良、ならず者しか住んでおらず、カルト宗教を運営しながら犯罪に手を染める老婆とそのファミリーにより薬物中毒、保険金殺人、詐欺まがいの集金が横行していた。ある日、危険が当たり前となっている団地を、ヘドロ状の老婆が襲いだす。

## 登場人物
カズヤ
演 ‐ 木ノ本嶺浩
3号棟308号室に住む清掃業者。ヤン兄弟が始末した後の住居を原状回復することと引き換えに団地に住まわせてもらっている。
ユリ
演 ‐ 洪潤梨
3号棟308号室に兄と一緒住む妹。腰に障害を持ち足を引きずって歩く。胸とヒップが魅力的でヤン兄弟（特に兄）に性的に狙われている。
ヤン兄弟（兄）
演 ‐ ウメモトジンギ
3号棟406号室に住む老婆一家の一人。ユリに一目ぼれしている。
ヤン兄弟（弟）
演 ‐ 一ノ瀬ワタル
3号棟406号室に住む老婆一家の一人。家族を敬愛している。
キミ子/反吐泥老婆
演 ‐ 竜のり子
完全未申請宗教法人・幸福の証人学会（サイエントリロジー）の教祖。健康を超えて不死身になる宗教を興し団地の住民から集金をしている。
ドクター・ヘンプ
演 ‐ 望月卓哉
通称ドクター。脳をスマホに移植したマッドサイエンティスト。スマホを頭にはめて体を起動。発明品に清掃義手、3Dプリンター銃などがある。
中山リュータ
演 ‐ 住川龍珠
都会からやってきた歯医者の息子。通称：歯医者の中山。金持ち故どこか高慢だがすぐ標的にされいじめられ、節操なくヤン兄弟の下っ端となる。
電気を盗む隣の住人
演 ‐ 品川ヒロシ
カズヤ兄妹の家から電気を盗む隣家の住人。
隣の佐藤
演 ‐ 板尾創路
許可なくカズヤ兄妹の家に上がり込む隣家の住人。

## スタッフ
- 監督：小林勇貴
- 脚本：小林勇貴
- プロデューサー：西村喜廣
- 演出：大石淳也
- 撮影：小林勇貴
- 編集：小林勇貴
- 制作：大石淳也、小峰克彦
- 演出助手：小峰克彦
- 制作応援：真山俊作
- 演出応援：真山俊作
- アクション指導：真山俊作
- 反吐泥、老婆スーツアクター：山中アラタ
- カラリスト：太田博
- 特殊造形：土居良成（はきだめ造形）、大森敦史、阿形純、長谷部美月、活舌ワル夫、吉田ひでいお（アーリオ工房）
- 撮影協力：静岡県富士宮市、旧今泉雇用促進団地、広見夏祭り2017、広見商店街
- 制作：VICE
- 宣伝協力：日活、東京テアトル、ニューセレクト
- 制作プロダクション：西村映造

## 音楽

### エンディングテーマ
『ラビィにタンデム～ずっと好きだよ～』
作詞：ホンユニ　作曲：中川孝　歌：ホンユニ、宇田川大介　音楽協力：TRIPPI

### 挿入歌
『愛の挨拶（SALUR D'AMOUR）』
作曲：エルガー
『OLD MCDNALD'S HED A FARM』
歌：大門真紀、河野亜希子
『DIVE!』
作詞作曲：河野亜希子　歌：ホンユニ
『ONE NIGHT』
作詞作曲：河野亜希子　歌：ホンユニ
『へドローバのテーマ』
作詞：住川龍珠　作曲：中川孝　歌：宇田川大介、小林勇貴
『DON'T BE SHY（ドンピシャ）』
作詞：ホンユニ　作曲：中川孝　歌：ホンユニ、宇田川大介